# Hymenocallis guatemalensis
Hymenocallis guatemalensis är en amaryllisväxtart som beskrevs av Hamilton Paul Traub. Hymenocallis guatemalensis ingår i släktet Hymenocallis och familjen amaryllisväxter. Inga underarter finns listade i Catalogue of Life.